# 鈴木唯人
鈴木唯人（日语：／ Suzuki Yuito，2001年10月25日—），日本足球運動員，現效力德國甲組足球聯賽球隊弗赖堡，司職中場，日本國家足球隊成員。

## 俱樂部生涯
铃木唯人出道于横滨水手青训体系的铃木唯人，2020年从千叶县船桥市立高中毕业后，选择直接成为职业球员加盟清水心跳，并在日职联赛第二轮便完成职业生涯首秀。
2019年10月5日，高元宫杯第17轮，市立船桥2-1流通经济大学附属柏高等学校，其中市立船桥中场铃木唯人打入两球，帮助球队击败对手。
法甲斯特拉斯堡官方宣布，球队从清水心跳租借了日本中场铃木唯人。

## 國家隊生涯
阿联酋SportChain杯第二比赛日，日本U18凭借铃木唯人下半场的进球，2-1逆转俄罗斯U-18取得赛事首胜。

## 外部連結
- 日本職業足球聯賽中的鈴木唯人 （日語）
- 鈴木唯人的Instagram帳戶